# Cyprinodon macrolepis
Cyprinodon macrolepis là một loài cá thuộc họ Cyprinodontidae. 
It là một Pupfish đặc hữu to México.

#### Index
- Thể loại: Cyprinodon (Pupfish)